# Arc (fiume Provenza)
L'Arc è un fiume costiero della Francia meridionale che scorre interamente nella regione Provenza-Alpi-Costa Azzurra, tra il dipartimento del Varo e quello delle Bocche del Rodano. Sfocia nella laguna di Berre, dopo un percorso di 83 km.

## Il corso
L'Arc nasce tra Saint-Maximin-la-Sainte-Baume e Pourcieux, nel dipartimento di Varo, ad un'altezza di 493 metri s.l.m. ai piedi del Monte Aureliano (879 m) e sfocia nella laguna di Berre, con un piccolo delta. Lungo il suo corso, di 85 km, la pendenza media è inferiore all'1%. Occupa una depressione orientata da est a ovest. Il suo bacino idrografico si estende su una superficie di 715 km2, attraversando il territorio di 30 comuni,
 di cui 16 rivieraschi del fiume:

- Nel dipartimento del Varo : Saint-Maximin-la-Sainte-Baume (sorgente), Pourcieux, Pourrières
- Nel dipartimento della Bocche del Rodano : Trets, Peynier, Rousset, Fuveau, Châteauneuf-le-Rouge, Meyreuil, Le Tholonet, Aix-en-Provence, Coudoux, Ventabren, Velaux, La Fare-les-Oliviers e Berre-l'Étang (sfocio).

Ha 35 affluenti repertoriati dal SANDRE. Si tratta di piccoli corsi d'acqua provenienti:
- dal Monte Aureliano, come l'Aubanède o il Longarel
- dal massiccio della Sainte Victoire (1011 m), in particolare la Cause, il Bayeux o Bayon, l'Aigue-Vive, e la Torse
- dal versante nord-ovest del massiccio dell'Étoile (779 m), principalmente la Luynes e il Grand Vallat de Cabriès.

Il fiume è soggetto a piene piuttosto frequenti, che danno luogo a esondazioni.